# Campo de la Guardia
Campo de la Guardia es un Vino de Pago procedente de Castilla-La Mancha, solo aplicable a vinos tintos y blancos. La superficie del viñedo, según el Registro Vitícola, asciende a 81,0623 ha distribuidas en parcelas del término municipal de La Guardia (provincia de Toledo).

## Viticultura
El marco de plantación del viñedo es de 3,0 × 1,5 m (2.220.plantas/ha) y 2,8 x 1,5 m (2.380 plantas/ha) en espaldera con sistema de conducción y poda Doble Cordón, con continuidad de vegetación y separación de pulgares para favorecer la ventilación. El riego se efectúa teniendo en cuenta la pluviometría desde la floración a envero, apreciando su necesidad mediante control visual del estado de las hojas y el análisis de los datos de la estación meteorológica del viñedo. A partir de envero y en función de la variedad se realizan riegos puntuales para que no se detenga la maduración de las uvas. El riego oscilará desde los 600 a 1500 m3/ha por campaña dependiendo de la pluviosidad.
Está constituida por la producción de Bodegas Martúe La Guardia.